# Harridan
«Harridan» es un sencillo del grupo musical británico Porcupine Tree, lanzado el 1 de noviembre de 2021 como el primer extracto del undécimo álbum de estudio, Closure/Continuation.

## Detalles
La canción representa la primera publicación de material inédito del grupo doce años después del disco The Incident, así como la primera sin el histórico bajista Colin Edwin; sus orígenes se remontan al período inmediatamente posterior al lanzamiento de The Incident junto con algunas de las canciones presentes en Closure / Continuation, sin embargo se pospuso debido a los compromisos de cada integrante con sus propios proyectos musicales. La canción fue acompañada de un video con letra, creado por el estudio Crystal Spotlight.

## Lista de canciones
| N.º | Título     | Escritor(es)                   | Duración |  |
| 1.  | «Harridan» | Gavin Harrison / Steven Wilson | 8:07     |  |

## Créditos
- Producido por: Porcupine Tree
- Compositor: Gavin Harrison, Steven Wilson
- Letra: Gavin Harrison, Steven Wilson
- Intérprete: Porcupine Tree
- Guitarra: Paul Stacey
- Ingeniero de masterización: Steven Wilson
- Ingeniero de mezcla: Steven Wilson
- Ingeniero de grabación: Ed Scull